# تورستن فينك
تورستن فينك (بالألمانية: Thorsten Fink)‏ (29 أكتوبر 1967) هو لاعب كرة قدم ألماني سابق ومدرب كرة قدم حاليًا.

## وصلات خارجية
تورستن فينك على موقع الاتحاد الأوربي (الإنجليزية)
- تورستن فينك على موقع قاعدة بيانات كرة القدم.إي يو (الإنجليزية)
- تورستن فينك على موقع بيانات كرة القدم. دي إي (الألمانية)
- تورستن فينك على موقع Soccerway.com (الإنجليزية)
- تورستن فينك على موقع عالم كرة القدم.نت (الإنجليزية)